# Episodi di Mighty Med - Pronto soccorso eroi (prima stagione)
La prima stagione della serie televisiva Mighty Med - Pronto soccorso eroi viene trasmessa in prima visione assoluta negli Stati Uniti sul canale Disney XD dal 7 ottobre 2013.
In Italia la stagione viene trasmessa in prima visione sul canale Disney XD dal 28 aprile 2014.
| nº | Titolo originale                         | Titolo italiano                         | Prima TV USA      | Prima TV Italia  |
| -- | ---------------------------------------- | --------------------------------------- | ----------------- | ---------------- |
| 1  | Saving the People Who Save People        | Supereroi in cura                       | 7 ottobre 2013    | 28 aprile 2014   |
| 1  | Saving the People Who Save People        | Supereroi in cura                       | 7 ottobre 2013    | 29 aprile 2014   |
| 2  | Frighty Med                              | La porta della rovina                   | 14 ottobre 2013   | 30 aprile 2014   |
| 3  | I, Normo                                 | La vita dei Normo                       | 21 ottobre 2013   | 1º maggio 2014   |
| 4  | Sm'Oliver's Travels                      | L'incredibile viaggio di Oliver         | 28 ottobre 2013   | 2 maggio 2014    |
| 5  | Pranks for Nothing                       | Scherzare col fuoco                     | 4 novembre 2013   | 5 maggio 2014    |
| 6  | It's Not the End of the World            | Non è la fine del mondo                 | 11 novembre 2013  | 6 maggio 2014    |
| 7  | Evil Gus                                 | Il perfido Gus                          | 13 gennaio 2014   | 7 maggio 2014    |
| 8  | Alan's Reign of Terror                   | Alan il tiranno                         | 3 febbraio 2014   | 8 maggio 2014    |
| 9  | So You Think You Can Be a Sidekick       | L'assistente dei supereroi              | 10 febbraio 2014  | 9 maggio 2014    |
| 10 | Lockdown                                 | Una sorpresa per Oliver                 | 24 febbraio 2014  | 3 ottobre 2014   |
| 11 | All That Kaz                             | Scambio di personalità                  | 10 marzo 2014     | 12 ottobre 2014  |
| 12 | The Friend Of My Friend Is My Enemy      | L'amico della mia amica è il mio nemico | 24 marzo 2014     | 19 ottobre 2014  |
| 13 | Atomic Blast From the Past               | Capitan Atomic                          | 31 marzo 2014     | 26 ottobre 2014  |
| 14 | Growing Pains                            | Problemi d'età                          | 7 aprile 2014     | 2 novembre 2014  |
| 15 | Night of the Living Nightmare            | La notte degli incubi viventi           | 14 aprile 2014    | 9 novembre 2014  |
| 16 | Mighty Mad                               | Il dottor Collera                       | 21 aprile 2014    | 16 novembre 2014 |
| 17 | Fantasy League of Heroes                 | Il fantacampionato dei supereroi        | 9 giugno 2014     | 23 novembre 2014 |
| 18 | Copy Kaz                                 | La copia di Kaz                         | 16 giugno 2014    | 30 novembre 2014 |
| 19 | Guitar Superhero                         | Supereroi a tempo di rock               | 23 giugno 2014    | 7 dicembre 2014  |
| 20 | Free Wi-Fi                               | Il Cattivo Digitale                     | 30 giugno 2014    | 14 dicembre 2014 |
| 21 | Two Writers Make a Wrong                 | Due autori sono troppi                  | 7 luglio 2014     | 20 aprile 2015   |
| 22 | Are You Afraid of the Shark?             | Chi ha paura dello squalo?              | 18 luglio 2014    | 21 aprile 2015   |
| 23 | The Pen Is Mighty Med-ier Than the Sword | Occhio alla penna!                      | 21 luglio 2014    | 22 aprile 2015   |
| 24 | There's a Storm Coming                   | C'è una tempesta in arrivo              | 15 settembre 2014 | 23 aprile 2015   |
| 24 | There's a Storm Coming                   | C'è una tempesta in arrivo              | 15 settembre 2014 | 24 aprile 2015   |

## Supereroi in cura
- Titolo originale: Saving the People Who Save People
- Diretto da: Eric Dean Seaton
- Scritto da: Jim Bernstein & Andy Schwartz

### Trama
Kaz e Oliver sono amici per la pelle e sono esperti di fumetti. Un giorno, per caso, scoprono che nell'ospedale locale, nascosto, c'è Mighty Med, un ospedale in cui vengono curati i supereroi. Ed è l'inizio di una fantastica avventura.

#### Curiosità
- Questo episodio dura in totale 45 minuti in Italia è stato diviso in due parti.

## La porta della rovina
- Titolo originale: Frighty Med
- Diretto da: Eric Dean Seaton
- Scritto da: Vincent Brown

### Trama
Kaz non si spiega perché non esistano più i racconti su Brain Matter. E al Mighty Med scopre che è stato rimpicciolito e conservato in freezer per tenere sotto controllo le sue trasformazioni in mostro verde.

## La vita dei Normo
- Titolo originale: I, Normo
- Diretto da: Eric Dean Seaton
- Scritto da: Clayton Sakoda & Ian Weinreich

### Trama
Per far colpo su Stefanie, la ragazza più carina della scuola, Kaz le fa credere di essere fidanzato con una certa Connie. Per reggere il gioco Oliver e Kaz convincono Skylar a fingersi una Normo di nome Connie.

## L'incredibile viaggio di Oliver
- Titolo originale: Sm'oliver's Travels
- Diretto da: Jon Rosenbaum
- Scritto da: Mark Jordan Legan

### Trama
Kaz cerca di ridurre lo smisurato ego di Oliver con un raggio restringente, ma finisce per rimpicciolire anche il corpo dell'amico. Grazie alle dimensioni ridotte, però, Oliver può introdursi all'interno di Citadel.

#### Curiosità
- Questo episodio è un gioco di parole, riferito al libro I viaggi di Gulliver

## Scherzare col fuoco
- Titolo originale: Pranks for Nothing
- Diretto da: Jon Rosenbaum
- Scritto da: Clayton Sakoda & Ian Weinreich

### Trama
Kaz e Oliver scoprono che Skylar non sa cosa sia uno scherzo, allora cercano d'insegnarglielo. A Great Defender non piacciono gli scherzi e quando ne diventa vittima, l'intero ospedale rischia di essere distrutto.

## Non è la fine del mondo
- Titolo originale: It's Not the End of the World
- Diretto da: Jon Rosenbaum
- Scritto da: Jim Bernstein & Andy Schwartz

### Trama
Quando Kaz e Oliver incontrano Timeline, un supereroe con la capacità di vedere il futuro, scoprono che il cattivo Crimson Demon e i suoi tre fratelli hanno un piano per distruggere il mondo, faranno di tutto per trovare una soluzione.

## Il perfido Gus
- Titolo originale: Evil Gus
- Diretto da: Jon Rosenbaum
- Scritto da: Stephen Engel

### Trama
Dopo che Gus ha contratto un supervirus, dopo aver mangiato il sandwich di Kaz, sviluppa degli strani effetti collaterali. Kaz e Oliver lo portano al Mighty Med per un vaccino, ma Gus si trasforma in un super cattivo, che assorbe tutti i super poteri degli eroi presenti nell'ospedale.

## Alan il tiranno
- Titolo originale: Alan's Reign of Terror
- Diretto da: Sean Lambert
- Scritto da: Stephen Engel & Vincent Brown

### Trama
Horace deve assentarsi per una conferenza medica. Affida il controllo dell'ospedale ad Alan, ma Alan abusa dei suoi poteri rendendo la vita impossibile a tutti.

## L'assistente dei supereroi
- Titolo originale: So You Think You Can Be a Sidekick
- Diretto da: Sean Lambert
- Scritto da: Jim Bernstein & Mark Jordan Legan

### Trama
Kaz vuole diventare il braccio destro di Tecton, ma quando Oliver dimostra il suo coraggio in un atto di eroismo, Tecton sceglie Oliver. Intanto, Alan e Benny vogliono formare una loro squadra di supereroi.

## Una sorpresa per Oliver
- Titolo originale: So You Think You Can Be a Sidekick
- Diretto da: Sean Lambert
- Scritto da: Stephen Engel & Vincent Brown

### Trama
Kaz organizza una festa a sorpresa per il compleanno di Oliver, ma il Mighty Med si automaticamente prima che i due riescano a uscirne. Kaz convince Oliver a scappare, ma così permette a Revengeance di entrare nell'ospedale.

## Scambio di personalità
- Titolo originale: All That Kaz
- Diretto da: Sean Lambert
- Scritto da: Mark Jordan Legan & Andy Schwartz

### Trama
Neocortex, un supereroe con poteri mentali, accetta di aiutare Oliver a diventare spensierato e spontaneo come Kaz. Tutto fila liscio, ma quando il nuovo Oliver non riesce a gestire un'emergenza, Kaz è costretto a comportarsi come si sarebbe comportato il vecchio Oliver!

## L'amico della mia amica è il mio nemico
- Titolo originale: The Friend of My Friend Is My Enemy
- Diretto da: Rich Correll
- Scritto da: Jim Bernstein & Andy Schwartz

### Trama
Skylar presenta a Kaz e a Oliver il suo migliore amico Experion, un affascinante e famoso supereroe. Quando Oliver scopre che Experion in realtà è cattivo, deve convincere Skylar che si sbagliava sul suo conto.

## Capitan Atomic
- Titolo originale: Atomic Blast From the Past
- Diretto da: Jon Rosenbaum
- Scritto da: Clayton Sakoda & Ian Weinreich

### Trama
Kaz e Oliver fanno apparire un supereroe degli anni cinquanta, Capitan Atomic. E quando Capitan Atomic viene sconfitto in combattimento da un cattivo dei giorni nostri, i ragazzi tornano indietro nel tempo per salvarlo.

## Problemi d'età
- Titolo originale: Growing Pains
- Diretto da: Jon Rosenbaum
- Scritto da: Stephen Engel & Mark Jordan Legan

### Trama
Oliver entra per caso in contatto con il flusso energetico di Brain Matter e regredisce all'età di 4 anni. Mentre Kaz cerca di guarire Oliver, Alan sviluppa uno spiacevole e imbarazzante potere.

## La notte degli incubi viventi
- Titolo originale: Night of the Living Nightmare
- Diretto da: Adam Weissman
- Scritto da: Mark Jordan Legan & Vincent Brown

### Trama
I poteri di Neocortex sono mutati. Se qualcuno si addormenta in sua presenza, infatti, ha degli incubi che si riflettono sulla realtà. Kaz e Oliver cercando di non addormentarsi, aiutano chi resta intrappolato nei propri incubi.

## Il dottor Collera
- Titolo originale: Mighty Mad
- Diretto da: Danny J. Boyle
- Scritto da: Stephen Engel & Mark Jordan Legan

### Trama
A scuola la tensione è alle stelle. Kaz sospetta che il professor Patterson sia in realtà il dottor Collera: un malvagio che si nutre di energia negativa. E vuole sconfiggerlo ad ogni costo.

## Il fantacampionato dei supereroi
- Titolo originale: Fantasy League of Heroes
- Diretto da: Alfonso Ribeiro
- Scritto da: Clayton Sakoda & Ian Weinreich

### Trama
Kaz crea un Fantacampionato con squadre formate dai Supereroi. La competizione fra loro gioca però un brutto scherzo, e mentre Oliver sfida Alan a un quiz sul football, il Mighty Med corre un grave pericolo.

## La copia di Kaz
- Titolo originale: Copy Kaz
- Diretto da: Alfonso Ribeiro
- Scritto da: Stephen Engel & Vincent Brown

### Trama
I perfidi Wallace e Clyde trasformano Clyde in una copia perfetta di Kaz, in modo da ingannare il suo migliore amico, Oliver, e scoprire così come entrare nel Mighty Med.

## Supereroi a tempo di rock
- Titolo originale: Guitar Superhero
- Diretto da: Rob Schiller
- Scritto da: Stephen Engel & Mark Jordan Legan

### Trama
In seguito a un incidente, la famosa rock star Jade acquisisce dei super poteri. Oliver e Kaz decidono di insegnarle come diventare una supereroina e la introducono nel fantastico mondo del Mighty Med.

#### Curiosità
- Debby Ryan interpreta Jade.

## Il Cattivo Digitale
- Titolo originale: Free Wi-Fi
- Diretto da: Jon Rosenbaum
- Scritto da: Jim Bernstein & Andy Schwartz

### Trama
Tentando di copiare gli appunti di Oliver dal suo computer, Kaz libera involontariamente il cattivo Wi-Fi dalla sua prigione USB, e resta intrappolato a sua volta nel portatile di Oliver. Toccherà a Benny e Oliver salvare Kaz.

## Due autori sono troppi
- Titolo originale: Two Writers Make a Wrong
- Diretto da: Rob Schiller
- Scritto da: Clayton Sakoda & Ian Weinreich

### Trama
Per risolvere la crisi economica del Mighty Med, dovuta ad un calo delle vendite di fumetti, Kaz e Oliver modificano i racconti delle avventure dei supereroi per renderle più interessanti.

## Chi ha paura dello squalo?
- Titolo originale: Are You Afraid of the Shark?
- Diretto da: Adam Weissman
- Scritto da: Vincent Brown

### Trama
Horace lascia il suo squalo alle cure di Oliver e Skylar, ma per errore Oliver lo fa mutare in un uomo-squalo che attacca tutti al Mighty Med. Intanto Gus trasforma il Domain in un ristorante cinese: il Lo Mein Domain.

## Occhio alla penna!
- Titolo originale: The Pen Is Mighty Med-ier Than the Sword
- Diretto da: Stephen Engel
- Scritto da: Amanda Steinhoff & Sarah Jeanne Terry

### Trama
Horace mostra a Kaz un attrezzo potentissimo, somigliante ad una penna, che fa diventare realtà ciò che disegna. Ma quando l'attrezzo scompare, si crea il panico al Mighty Med.

## C'è una tempesta in arrivo (prima parte)
- Titolo originale: There's a Storm Coming
- Diretto da: Rich Correll
- Scritto da: Jim Bernstein and Andy Schwartz

### Trama
È passato un anno da quando Skylar ha perso i suoi poteri, così Oliver e Kaz decidono di dare una festa in suo onore per celebrare l'anniversario della loro amicizia. Ma Orace informa Kaz e Oliver che se entro la fine di quel giorno, Skilar non riaquistera i suoi poteri, morirà... Intanto Alan, inconsciamente, cede la Diade di Nebulon a Wallace e Clyde, che si preparano ad attaccare il Mighty Med.

## C'è una tempesta in arrivo (seconda parte)
- Titolo originale: There's a Storm Coming
- Diretto da: Rich Correl
- Scritto da: Jim Bernstein and Andy Schwartz

### Trama
Dopo essersi appropriati del contenitore contenente i poteri di Skylar, Kaz e Oliver tornano al Mighty Med dove Wallace e Clyde, sotto forma di Catastrofe, sono già irrotti; e dove Megahearts ed Experion stanno combattendo contro i supereroi dell'ospedale. Intanto l'Annientatore si scontra con Skylar eliminandola definitivamente, catastrofe intanto distrugge il Mighty Med e tutti i supereroi. 